# Кузичев, Анатолий Александрович
Анато́лий Алекса́ндрович Ку́зичев (род. 15 мая 1969, Москва, РСФСР, СССР) — российский радио- и телеведущий, обозреватель, продюсер. Ведущий программы «Время покажет» на «Первом канале» (с 2017 года). В прошлом — программный директор радиостанции «Маяк» (2007—2014), главный продюсер радиостанций «Вести FM» (2008—2014) и «Коммерсантъ FM» (2014—2016). Неоднократный обладатель премии «Радиомания».

## Биография
Родился 15 мая 1969 года в Москве.
Обучался на социологическом факультете МГУ, но не окончил его. По поводу образования он сам о себе сказал: «Я лично по образованию социолог и строитель».
С 1987 по 1990 год служил в Военно-морском флоте, на корабле КИК «Маршал Неделин» (в/ч 20252). Курировал корабельную радиорубку.
Является болельщиком футбольного клуба «Спартак».

### СМИ
Карьеру радиоведущего начал в 1993 году. Работал диджеем на радиостанциях «Панорама», «Радио Рокс», «Ностальжи».
С 1998 по 2001 год работал на телеканале «ТВ-6 Москва», где вёл программу «День за днём».
С октября 2001 по июнь 2002 года вместе с Анастасией Чернобровиной вёл информационно-развлекательную программу «Большое плавание» на «Третьем канале» (ТРВК «Московия»), занимавшем часть эфирного времени в Москве на канале ТВЦ. Затем перешёл на ОРТ в программу «Доброе утро» — являлся ведущим данной программы с 2002 по 2003 год, затем с сентября по декабрь 2003 года вёл на том же утреннем телеканале рубрику «ОТК».спустя 22 года снова вернулся в доброе утро провëл специальный выпуск с Ириной Муромцевой 16 августа 2025 года

После ухода с «Первого канала» работал редактором и продюсером нескольких документальных фильмов, вышедших на ТВС, «Первом канале», НТВ, ТВЦ и «MTV Россия». С 2004 по 2006 год был обозревателем радиостанции «Эхо Москвы».
В 2007 году пришёл в ВГТРК на пост программного директора радио «Маяк». После переформатирования «Маяка» занимался созданием на базе Дирекции радиовещания ВГТРК новой информационной радиостанции — «Вести FM».
5 февраля 2008 года занял пост главного продюсера радиостанции «Вести ФМ», где также вёл программы «Утро с Анатолием Кузичевым», «Интернет-кафе „Соб@ка“» с Максимом Кононенко и передачу для автомобилистов «Авторазборки». Участвовал в создании программы Тины Канделаки «Альтернатина» (сентябрь 2010 — январь 2011).
В 2009 году на «Вести FM» совместно с Дмитрием Ицковичем вёл научно-просветительскую программу «Наука 2.0». 25 декабря 2010 года на телеканале «Россия-24» начала выходить телевизионная версия программы «Наука 2.0», которую также вели Кузичев и Ицкович.
В начале 2011 года ВГТРК запустила проект «Главрадио», который транслировался в режиме онлайн одновременно в эфире трёх радиостанций холдинга — «Маяк», «Вести ФМ» и «Радио России». Первоначально шоу вели Владимир Соловьёв, Сергей Минаев, Сергей Стиллавин, Татьяна Устинова, Михаил Веллер и Анатолий Кузичев. Впоследствии «каноническим составом» Главрадио (с 2012 года и до закрытия в 2014 году) стали считать тройку Михаил Леонтьев, Михаил Юрьев и Анатолий Кузичев. После ухода Кузичева с «Маяка» программа «Главрадио» продолжала выходить на канале YouTube, а с апреля 2017 по март 2019 года выходила на радио «Комсомольская правда» под названием «Главная тема».
С весны 2011 года совместно с Алексеем Поляковым и Ильёй Савельевым вёл программу «Профилактика» на телеканале «Россия-1». В августе 2012 года на радио «Маяк» вышла радиоверсия программы в том же составе. 18 марта 2014 года шоу «Профилактика» было снято с эфира, а Анатолий Кузичев уволился с радиостанции «Маяк». С 4 октября по 26 декабря 2012 года впервые был ведущим ток-шоу — вместе с Верой Красовой вёл на канале «Россия-2» обсуждение научных документальных фильмов «Вечная жизнь».
С апреля 2014 года по апрель 2016 года работал генеральным продюсером на радиостанции «Коммерсантъ FM». Вёл ряд программ на этой радиостанции («Pro и contra», «Демократия»).
Со 2 февраля по 30 декабря 2016 года вёл авторскую программу «Радио Кузичев» на «Царьград ТВ».
12 августа 2016 года был избран секретарём Союза журналистов России.
С августа 2016 года вновь работает на «Первом канале». Ведущий предвыборных дебатов кандидатов в депутаты Государственной думы (2016, 2021) и кандидатов в Президенты России (2018, 2024). В этой роли 2 марта 2018 года получил устное предупреждение Центризбиркома России за некорректное высказывание в адрес кандидата в Президенты России Ксении Собчак.
С 12 января 2017 года — ведущий программы «Время покажет» на «Первом канале», в которую в течение второй половины 2016 года приглашался в качестве эксперта. Также являлся ведущим специальных выпусков ток-шоу, вышедших в эфир в ночь с 18 на 19 сентября (об итогах выборов в Государственную думу) и 9 ноября 2016 года (об итогах президентских выборов в США).
С 22 мая 2023 года — ведущий стрима Народного фронта.
Читал анонсы телепередач на различных познавательных каналах.

### Интернет-СМИ
С 12 апреля 2020 года является одним из постоянных гостей YouTube-канала «Изолента». С 18 ноября того же года — один из ведущих YouTube-канала «Прекрасная Россия бу-бу-бу» (проект производства Russia Today). С апреля 2022 года выступает ведущим собственного авторского проекта «Пропаганда».

## Санкции
В октябре 2022 года, на фоне вторжения России на Украину, был внесён в санкционный список Канады за «причастность в распространении российской дезинформации и пропаганды».
15 января 2023 года Кузичев включён в санкционный список Украины за распространение кремлевской пропаганды и дезинформации, а также за публичные призывы к агрессивной войне, оправдывания вооруженной агрессии России против Украины.

## Семья
Отец Александр — был инженером, высококлассным специалистом, окончивший школу с золотой медалью, затем получивший диплом МАИ.Mать Татьяна Анатольевна — медицинский работник (медсестра). Есть брат, который на пять лет младше.
Женат (с 1990 года) на своей бывшей однокласснице Наталье (в девичестве Овсиенко). Она окончила социологический факультет МГУ.
- Дочь Ольга (род. 28 июля 1991)[1][32] — выпускница философского факультета МГУ по специальности «Реклама и связи с общественностью»[2], в 2016—2018 годах — пресс-секретарь ПАО «МегаФон»[33][34][35].